# Encyclopaedia Cinematographica
De Encyclopaedia Cinematographica was tussen 1952 en 1994 een, van oorsprong Duitse, filmreeks en omvat korte, meestal stomme films, waarin één enkel onderwerp van wetenschappelijk onderzoek cinematografisch werd vastgelegd. 
De Encyclopaedia Cinematographica bestaat uit drie hoofdsecties: biologie (zoölogie, botanie, microbiologie), etnologie en technische wetenschappen. De catalogus van de filmreeks bevat uitgebreide rubrieken over uiteenlopende onderwerpen, verdeeld over de drie hoofdsecties. Iedere film beschikt verder over een zogenaamde Begleittext, een wetenschappelijk verantwoorde beschrijving van het materiaal, vaak geïllustreerd met foto’s, afbeeldingen en schema’s en voorzien van een inhoudssamenvatting.

## Geschiedenis
Het project ontstond in 1952 op initiatief van prof. dr. ing. Gotthard Wolf, directeur van het Institut für den Wissenschaftlichen Film (IWF) in Göttingen. De filmreeks is begonnen op het gebied van bewegingsfysiologie en ethologie. 
Oorspronkelijk een zuiver Duitse aangelegenheid, ontwikkelde het zich allengs tot een vorm van internationale samenwerking, een organisatie met statuten, een voorzitter en een comité van redacteuren, die, bijgestaan door ca. 500 wetenschappelijk medewerkers uit diverse westerse landen, het systeem voortdurend verder uitbouwden. 
Volledige of vrijwel volledige filmarchieven van de Encyclopaedia Cinematographica zijn in Duitsland, Japan, Nederland, Oostenrijk en de Verenigde Staten aanwezig. In Nederland archiveerde de Stichting Film en Wetenschap de filmreeks, thans archiveert het Nederlands Instituut voor Beeld en Geluid in Hilversum deze. 

## Toepassing
Kenmerkend voor de Encyclopaedia Cinematographica waren, in het kader van de puur wetenschappelijke benadering, drie facetten:
- het vastleggen van bewegingsverlopen (biologisch)
- het vastleggen van eenmalige of moeilijk te herhalen gebeurtenissen op biologisch, etnologisch en technisch gebied, en
- transformatie van het tijdritme, door vertraagde en/of versnelde opnamen (‘time-lapse’, ‘slow-motion’, ‘high-speed’), zowel op biologisch als op technisch gebied.

Het biologische materiaal leende zich voor vergelijkend gedragsonderzoek en voor onderzoek op het gebied van ontwikkelingsbiologie en bewegingsfysiologie. De mogelijkheden voor vergelijking tussen de vele diersoorten onderling werden door de onderwerpsindeling zeer nabij gebracht. De biologische sectie omvatte rubrieken over voedselverwerving en voedselopneming, lopen-stappen-draf-galop, zwemmen, balts- en paargedrag en territoriumgedrag. In de Duitse catalogus zijn de biologische films hoofdzakelijk onderverdeeld naar stam, klasse, orde, familie, geslacht en soort.
Het etnologische materiaal leende zich voor bestudering van technieken, gebruiksvoorwerpen, kunststijlen, magisch-religieuze gebruiken, etc. Naast thematische voorkeur of specialisatie werd ook regionale specialisatie bediend: Zowel de tribale samenlevingen als ook de zogenaamde peasant-societies waren in de catalogus elk voor zich vertegenwoordigd. In de Duitse catalogus zijn de etnologische films onderverdeeld naar werelddeel, windstreek en land c.q. volk.